# ريتشارد لامنج
ريتشارد لامنج (بالإنجليزية: Richard Laming)‏ (ولد 1798–‏3 مايو 1879) هو جراح بريطاني وفيلسوف طبيعيات ومخترع وصناعي وصيدلاني.
هناك بعض الشكوك حول أصله. ويعتقد انه ولد في مارغيت في إنجلترا 17 أغسطس 1799 وهو نجل جيمس لامنج صاحب سفينة لنقل البضائع والركاب ووالدته سارة والتون، وله أخ أكبر منه. وفي سنة 1825 تأهل ريتشارد لنيل شهادة عضوية كلية الجراحين الملكية وأسس عيادة له في لندن.
خلال أوقات فراغه طور ريتشارد اهتمامه في نظرية الكهرباء. بين 1838 و 1851 نشر سلسلة من البحوث يتكهن فيها حول بنية ذرات الكهرباء. وافترض بأن هناك جسيمات دون الذرية من شحنة الوحدة ؛ لربما كان هو أول شخص فكر بذلك. والمح بأن الذرة تتكون من مادة أساسية محاطة بقشرة تتمركز بها تلك الذرات «أو الجزيئات» الكهربائية. واعتقد أيضا بأن تلك الجسيمات قد تضاف للذرة أو تطرح منها مسببة الاختلاف في الشحنة.
اقترح لامنج سنة 1844 بعمل تقنية عازل كما في الذرة محاطة «بطبقة كروية خارجية متكاملة» من الجسيمات الكهربائية. وافترض أيضا بأنه من الممكن حدوث تفاعلات كيميائية عندما تتقاسم ذرتين في شحنة كهربائية. ومع ذلك لأنه لم يقدم الدعم التجريبي لأفكاره فلم تنل مقترحاته الاهتمام الكافي من الجمعية الملكية.
انتقل إلى باريس سنة 1838 حيث بقي فيها لعقد من الزمان. ولم تلق أفكاره هناك الاهتمام الكافي، وكان ينظر إليه بأنه غريب الأطوار. فقد اوقف جميع ممارسته الطبية لبعض الوقت سنة 1842. وعندما عاد إلى انكلترا توجه اهتمامه نحو الكيمياء، وبدأ العمل في صناعة الفحم والغاز.
وتقدم بطلب العديد من براءات الاختراع:
- 1844 إدخال تحسينات على تنقية وتطبيق الأمونيا.[3]‏
- 1850 لإدخاله التحسينات في صناعة الغاز للإنارة وأغراض أخرى التي تحتاج إلى غاز الفحم.[4]‏
- 1861 تحسينات في تصنيع الكربونات القلوية.[5]‏

كانت براءة اختراعه في عملية لامنج في سنة 1850 والتي كان وسيلة لإزالة كبريتيد الهيدروجين وثاني أكسيد الكربون من غاز الفحم.‏
خلال الستينات من القرن التاسع عشر بدا اهتمامه واضحا في التلغراف وتقدم للحصول على براءتي اختراع في إدخال تحسينات على هذا الجهاز. وفي سنة 1865 تقاعد وفضل العيش بالساحل الجنوبي لانكلترا حتى توفي يوم 3 مايو 1879 في أروندل في ساسكس. تزوج لامنج مرتين ولديه ابنين.

## منشوراته
- Laming، Richard (1838). On the Primary Forces of Electricity. Location.
- Laming، R. (1845). "Observations on a Paper by Prof. Faraday Concerning Electrical Conduction and the Nature of Matter". Philosophical Magazine. ج. 27 ع. 2: 420–423.
- Laming، Richard (1851). Matter and Force: An Analytical and Synthetical Essay on Physical Causation. R. Taylor.
- Laming، Richard (1858). A New View of Electrical Action. Taylor and Francis.
- Laming، Richard (1873). God in second causes: a physical principia.
- Laming، Richard (1874). The Spirituality of Causation: A Scientific Hypothesis. London: Williams and Norgate.